# وستویل
وستویل (به فرانسوی: Vasteville) یک کمون در فرانسه است که در Canton of Beaumont-Hague واقع شده‌است.

## خصوصیات
وستویل ۱۶٫۷۲ کیلومترمربع مساحت و ۹۹۲ نفر جمعیت دارد و ۱۰۹ متر بالاتر از سطح دریا واقع شده‌است.